# Cneo Fulvio Flaco
Cneo o Gneo Fulvio Flaco (en latín, Gnaeus Fulvius Flaccus) fue un político y militar romano del siglo III a. C.

## Carrera pública
Flaco fue un pretor, con Apulia de provinacia, durante el tercer consulado de su hermano Quinto Fulvio Flaco en el año 212 a. C. Fue derrotado por Aníbal en las inmediaciones de Herdonia, de donde huyó al inicio de la batalla con 200 jinetes. El resto de su ejército fue aniquilado, pues de 22 000 hombres sólo escaparon 2000. Posteriormente, el tribuno de la plebe Cayo Sempronio Bleso le acusó de abandonar a su ejército para salvaguardar su integridad personal. Inicialmente, Flaco intentó desviar las acusaciones sobre los soldados, pero una mayor discusión e investigación probaron que se había comportado de manera cobarde. Intentó entonces conseguir el apoyo de su hermano que se encontraba, en la cima de su gloria, asediando Capua sin éxito. Ante el riesgo de recibir un castigo más severo a consecuencia de un juicio, se exilió voluntariamente a Tarquinia.
Según Valerio Máximo, rehusó que le fuera concedido un triunfo, aunque puede tratarse de un error, dado que en ningún sitio se menciona a qué pudiera ser debido.